# Simulium lehi
Simulium lehi är en tvåvingeart som beskrevs av Takaoka 2001. Simulium lehi ingår i släktet Simulium och familjen knott. Inga underarter finns listade i Catalogue of Life.